# الدوري الباراغواياني لكرة القدم 2016
الدوري الباراغواياني لكرة القدم 2016 (بالإسبانية: Torneo Apertura 2016) هو الموسم 106 من الدوري الباراغواياني لكرة القدم. أقيم خلال الفترة 2016 وحتى 22 مايو 2016، وكان عدد الأندية المشاركة فيه 12، وفاز فيه نادي ليبرتاد.